# Atsushi Yamaguchi
Atsushi Yamaguchi (山口 篤史 Yamaguchi Atsushi?, nacido el 8 de julio de 1980 en Kanagawa) es un exfutbolista japonés. Jugaba de guardameta y su último club fue el Banditonce Kakogawa de Japón.

## Trayectoria

### Clubes
| Club                | País  | Año         |
| ------------------- | ----- | ----------- |
| Tokushima Vortis    | Japón | 1999 - 2007 |
| Banditonce Kakogawa | Japón | 2008 - 2009 |